# Permission to Dance
"Permission to Dance" là một bài hát của nhóm nhạc nam Hàn Quốc BTS. Bài hát được phát hành vào ngày 9 tháng 7 năm 2021 thông qua Big Hit Music và Sony Music như một đĩa đơn riêng lẻ, đồng thời được đưa vào bản phát hành CD cho đĩa đơn "Butter" trước đó và là đĩa đơn tiếng Anh thứ ba của nhóm. Bài hát đã dẫn đầu các bảng xếp hạng tại 5 quốc gia và ra mắt trong top 10 tại 10 vùng lãnh thổ khác.

## Sáng tác
"Permission to Dance" được viết bởi Ed Sheeran, Johnny McDaid, Steve Mac và Jenna Andrews với việc sản xuất được thực hiện bởi Mac và Andrews cùng với Stephen Kirk. Big Hit mô tả rằng "[bài hát] sẽ khiến trái tim bạn đập theo nhịp điệu tràn đầy năng lượng tích cực của BTS." Bài hát được mô tả là một bài hát thuộc thể loại dance-pop.

## Phát hành
Vào ngày 21 tháng 5 năm 2021, BTS phát hành đĩa đơn tiếng Anh thứ hai "Butter" với thành công về mặt thương mại và phê bình. Bài hát được phát hành dưới dạng đĩa đơn kỹ thuật số, đĩa than và cassette. Vào ngày 15 tháng 6, BTS công bố bản phát hành CD của "Butter" cùng với thông báo cho một bài hát mới. Vào ngày 27 tháng 6, Sheeran tiết lộ trong một cuộc phỏng vấn với Most Requested Live rằng anh đã viết một bài hát cho BTS, nói rằng "Tôi thực sự đã làm việc với BTS trong bản thu âm gần đây của họ và tôi vừa viết một bài hát cho bản thu âm mới của họ". Vào ngày 1 tháng 7, nhóm tiết lộ danh sách bài hát cho việc phát hành CD, công bố tên bài hát là "Permission to Dance". Bài hát được phát hành vào ngày 9 tháng 7 năm 2021 cùng với bản nhạc cụ của bài hát.

## Video âm nhạc
Trong video âm nhạc, các thành viên của nhóm được nhìn thấy đang nhảy múa trong nhiều bối cảnh, bao gồm một địa phương đầy nắng, một tiệm giặt là và một sân trong. Video âm nhạc thu hút được 72,3 triệu lượt xem trong ngày đầu tiên, trở thành video YouTube được xem nhiều thứ sáu trong 24 giờ đầu tiên tại thời điểm phát hành.

## Giải thưởng
| Tên chương trình | Kênh  | Ngày phát sóng   | Nguồn  |
| ---------------- | ----- | ---------------- | ------ |
| Show! Music Core | MBC   | 17 tháng 7, 2021 | [ 12 ] |
| Inkigayo         | SBS   | 18 tháng 7, 2021 | [ 13 ] |
| Inkigayo         | SBS   | 8 tháng 8, 2021  | [ 14 ] |
| Inkigayo         | SBS   | 15 tháng 8, 2021 | [ 15 ] |
| Show Champion    | MBC M | 21 tháng 7, 2021 | [ 16 ] |
| Show Champion    | MBC M | 28 tháng 7, 2021 | [ 17 ] |
| Music Bank       | KBS   | 23 tháng 7, 2021 | [ 18 ] |
| Music Bank       | KBS   | 30 tháng 7, 2021 | [ 19 ] |

| Giải thưởng             | Ngày (2021) | Nguồn  |
| ----------------------- | ----------- | ------ |
| Weekly Popularity Award | 19 tháng 7  | [ 20 ] |
| Weekly Popularity Award | 26 tháng 7  | [ 20 ] |
| Weekly Popularity Award | 2 tháng 8   | [ 20 ] |
| Weekly Popularity Award | 9 tháng 8   | [ 20 ] |
| Weekly Popularity Award | 16 tháng 8  | [ 20 ] |

## Danh sách bài hát
- CD đĩa đơn và EP kỹ thuật số[21]

1. "Butter" – 2:44
2. "Permission to Dance" – 3:07
3. "Butter" (Instrumental) – 2:42
4. "Permission to Dance" (Instrumental) – 3:07

- Kỹ thuật số[22]

1. "Permission to Dance" – 3:07
2. "Permission to Dance" (R&B Remix) – 3:36
3. "Permission to Dance" (Instrumental) – 3:07